# NGC 6924
NGC 6924 је елиптична галаксија у сазвежђу Јарац која се налази на NGC листи објеката дубоког неба.
Деклинација објекта је - 25° 28' 28" а ректасцензија 20h 33m 19,1s. Привидна величина (магнитуда) објекта NGC 6924 износи 12,6 а фотографска магнитуда 13,6. NGC 6924 је још познат и под ознакама ESO 528-16, MCG -4-48-14, AM 2030-253, PGC 64945.